# مطار جيايوغان
مطار جيايوغان (بالإنجليزية: Jiayuguan Airport)‏ و(بالصينية: 嘉峪关机场) (إياتا: JGN، إيكاو: ZLJQ) مطار عام يقع بمدينة Jiayuguan في قانسو في الصين. يبلغ طول المدرج 3000 م ويرتفع عن سطح البحر 1558 م.
أغلقت المطار إدارة الطيران المدني الصينية في 26 مارس 2023 لأعمال التجديد والتوسيع الرئيسية.

## شركات الطيران والوجهات
| شركـات طيـران         | الوجهات |
| --------------------- | --- |
| Chengdu Airlines      | مطار تشنغدو تيانفو الدولي، مطار لانتشو تشونغ تشوان |
| خطوط شرق الصين الجوية | مطار بكين داشينغ الدولي، مطار قوانغتشو باييون الدولي، مطار لانتشو تشونغ تشوان، مطار نانجينغ الدولي، مطار شانغهاي هونغكياو الدولي، مطار ووهان الدولي، مطار شيان شيانيانغ الدولي، مطار ينتشوان خه دونغ |
| Jiangxi Air           | مطار تشنغتشو الدولي |
| Ruili Airlines        | مطار كونمينغ جانغشوي الدولي، مطار لانتشو تشونغ تشوان |
| خطوط سيتشوان الجوية   | مطار هانغتشو شياوشان الدولي، مطار لانتشو تشونغ تشوان |
| سبرينغ (شركة طيران)   | مطار لانتشو تشونغ تشوان |
| خطوط زيامن الجوية     | مطار بكين داشينغ الدولي |

## وصلات خارجية
- http://www.flightstats.com/go/Airport/airportDetails.do?airportCode=JGN